# Penfeld
De Penfeld (Bretons: Penfell) is een 16 km lange kustrivier in de Franse regio Bretagne, in het departement Finistère. Op de oever van de Penfeld is de stad Brest ontstaan. 
De bron van de rivier ligt in de plaats Gouesnou en stroomt daarna door Bohars en Guilers voordat de rivier uitmondt in de Rede van Brest. De Penfeld volgt de vroegere loop van de rivier de Aulne, naar het westen verschoven door de opening van de Goulet de Brest van de rede van Brest tijdens de interglaciale perioden van het Kwartair. Dat verklaart de diepte, waardoor schepen met grote diepgang een heel eind stroomopwaarts kunnen varen, met getijden die tot 8 meter diep kunnen komen.
Bij Brest wordt de Penfeld overgestoken door de Pont de l'Harteloire en vervolgens, een eind stroomafwaarts, door de Pont de Recouvrance, de grootste brug met verticale heffing in Europa totdat deze in 2007 werd onttroond door de Pont Gustave-Flaubert.
Op het laatste stuk loopt de Penfeld door de marinebasis van Brest, met dijken van 25-30 m hoog. Aan de monding (een plek waarvan het strategische belang al sinds de oudheid wordt erkend) ligt het 15e-eeuwse kasteel van Brest.